# Grigelis
Grigelis es un género de foraminífero bentónico de la subfamilia Nodosariinae, de la familia Nodosariidae, de la superfamilia Nodosarioidea, del suborden Lagenina y del orden Lagenida. Su especie-tipo es Nodosaria pyrula. Su rango cronoestratigráfico abarca desde el Cretácico superior hasta la Actualidad.

## Clasificación
Grigelis incluye a las siguientes especies:
- Grigelis aalensis
- Grigelis atlanticus
- Grigelis balyktakhensis
- Grigelis borealis
- Grigelis lagoenaeformis
- Grigelis neopyrula
- Grigelis orectus
- Grigelis pyrulus
- Grigelis schoenfeldi
- Grigelis semirugosus